# Депутатов Іван Степанович
Іван Степанович Депутатов (26 листопада 1922 , Темрюк, Донецька область, Українська СРР  — 24 липня 1999 , Київ ) — радянський офіцер, Герой Радянського Союзу (1945), в роки німецько-радянської війни командир танку Т-34 36-ї гвардійської танкової бригади 4-го гвардійського механізованого корпусу 7-ї гвардійської армії 2-го Українського фронту, гвардії молодший лейтенант.

## Біографія
Народився 26 листопада 1922 року в селі Темрюк (нині Нікольського району Донецької області України) в сім'ї селянина. Росіянин. Закінчив Маріупольський (Жданівський) сільгосптехнікум.
У Червоній Армії з 1940 року. Учасник німецько-радянської війни з 1941 року. Член ВКП (б)/КПРС з 1942 року. Закінчив Горьковське танкове училище.
В бою за плацдарм на правому березі річки Грон (Чехословаччина) 17 лютого 1945 року знищив п'ять танків, дві штурмові гармати противника. Потім в бою за населений пункт Камендін (10 кілометрів на північ від міста Штурово, Чехословаччина) його екіпаж спалив чотири танки, три бронетранспортери і знищив багато гітлерівців.
Указом Президії Верховної Ради СРСР від 28 квітня 1945 року за зразкове виконання бойових завдань командування на фронті боротьби з німецько-фашистськими загарбниками і проявлені при цьому мужність і героїзм, гвардії молодшому лейтенантові Депутатову Івану Степановичу присвоєно звання Героя Радянського Союзу з врученням ордена Леніна і медалі «Золота Зірка»(№ 4984).
Після війни підполковник І. С. Депутатів — у запасі. Жив у місті Комунарськ Ворошиловградської, нині Луганської області України. Працював оператором листопрокатного цеху Комунарського металургійного заводу. Помер 24 липня 1999 року у Києві.

## Нагороди, пам'ять

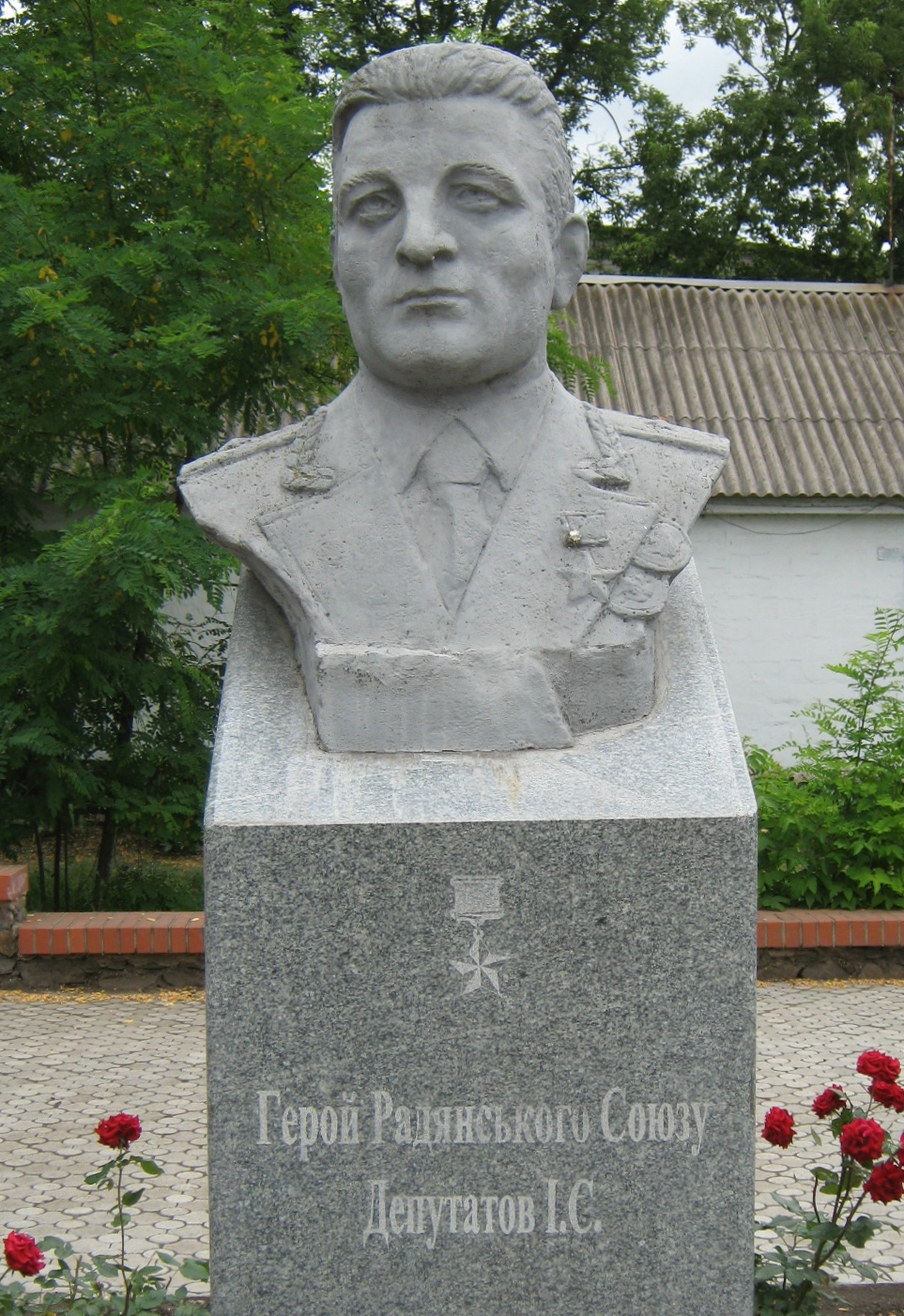
Погруддя у Володарському

Нагороджений орденами Леніна, Жовтневої Революції, Червоного Прапора, Вітчизняної війни 1-ї та 2-го ступеня, двома орденами Червоної Зірки, медалями. Почесний громадянин міст Алчевськ Луганської області (Україна) і Комрат (Молдова).
У смт Нікольському, на алеї перед краєзнавчим музеєм встановлено бюст Героя.